# Ракита (дем Еордея)
Вижте пояснителната страница за други значения на Ракита.
Ракита (на гръцки: Ολυμπιάδα, Олимбиада, катаревуса: Ολυμπιάς, Олимбиас, до 1927 година Ρακίτα, Ракита) е село в Егейска Македония, Гърция, в дем Еордея, област Западна Македония.

## География
Селото е разположено на 670 m надморска височина, на 11 km северозападно от Кайляри (Птолемаида) и на 3 km източно от Врабчинското езеро (Хематида).

## История

### В Османската империя
Селото се споменава за пръв път в османски дефтер от 1481 година под името Ракита с 45 домакинства, които се занимават с лозарство, пчеларство и свиневъдство.
В XIX век Ракита е чисто българско село в каза Джума на Османската империя. В 1848 година руският славист Виктор Григорович описва в „Очерк путешествия по Европейской Турции“ Ракита като българско село. В „Етнография на вилаетите Адрианопол, Монастир и Салоника“, издадена в Константинопол в 1878 година и отразяваща статистиката на населението от 1873 година, Рокита (Rokita) е посочено като село в кааза Джумали с 80 домакинства и 200 жители българи и 30 мюсюлмани. В 1893 година Атанас Шопов посещава Кайлярско и определя Ракита като българско село.
Според статистиката на Васил Кънчов („Македония. Етнография и статистика“) в 1900 година Ракита има 700 жители българи.
На Етнографската карта на Битолския вилает на Картографския институт в София от 1901 година Ракита е чисто българско село в Кайлярската каза на Серфидженския санджак с 80 къщи.
В началото на XX век цялото християнско население на Ракита е под върховенството на Българската екзархия. Според статистика на Серфидженския санджак на гръцкото консулство в Еласона от 1904 година в Ракита (Ράκιτα), Кайлярска каза, живеят 500 българи схизматици. По данни на секретаря на Българската екзархия Димитър Мишев („La Macédoine et sa Population Chrétienne“) в 1905 година в селото има 960 българи екзархисти и в селото функционира българско училище.
Христо Силянов в „Писма и изповеди на един четник“ пише за отбиването на четата на Марко Лерински в Ракита:
| „ | Ракита и още няколко села представят малко българско островче посред турско море. Те спадат между най-събудените и ученолюбивите – съща крепост на самата граница на българското племе, която гърците всуе се мъчат да разбият. Едва ли има македонско село, което да е дало повече учители. Празнично облечени работници, стари и новопокръстени, идат на честитка. Всеки от тях мъкне от пояса си по нещо – ракия, сладки – и го слага пред нас. Цялото село е на крак и празнува двоен празник. И най-неподатливите снощи бидоха спечелени и покръстени. В Ракита вече няма освен наши хора. | “ |

В подготовката за въстание от ВМОРО Ракита е включено в Мокренския център. Мокренецът Анастас Симеонов описва ситуацията в селото преди Илинденско-Преображенското въстание в 1903 година:
| „ | с. Ракита наброява около 150-180 кѫщи, чисто български. Отъ организиранитѣ 15-20 души, участвуватъ само двама, а именно: Джоджо Банички, решителенъ мѫжъ и преданъ служитель, който бѣ назначен отпосле и като войвода - убитъ презъ общоевропейската война 1918 год. Динчи Пачинъ, скроменъ и изпълнителенъ момъкъ, починалъ вследствие побойща въ турскитѣ зандани. | “ |

При избухването на Балканската война в 1912 година 8 души от Ракита са доброволци в Македоно-одринското опълчение.

### В Гърция
През войната селото е окупирано от гръцки части и в 1913 година след Междусъюзническата война остава в Гърция. Боривое Милоевич пише в 1921 година („Южна Македония“), че Ракита има 100 къщи славяни християни и 3 къщи цигани християни. През 20-те години в селото са настанени 66 гърци бежанци от Мала Азия. В 1927 година селото е прекръстено на Олимбиас. В 1928 година селото е смесено местно-бежанско с 23 бежански семейства и 77 души бежанци.
В документ на гръцките училищни власти от 1 декември 1941 година се посочва, че в Ракита живеят 125 чуждогласни „българофонски“ семейства и 25 гръцки бежански.
Традиционно населението се занимава с отглеждане предимно на жито и картофи, като се занимава и със скотовъдство.
| Име        | Име           | Ново име    | Ново име     | Описание                                                  |
| ---------- | ------------- | ----------- | ------------ | --------------------------------------------------------- |
| Лесковица  | Λεσκοβίτσα    | Агиос Минас | Άγιος Μηνάς  | местност на З от Ракита покрай И бряг на Руднишкото езеро |
| Мучари     | Μουτσάρι      | Амбелия     | Άμπέλια      | връх на СЗ от Ракита (764 m)                              |
| Сари Оглу  | Σαρή Όγλοϋ    | Кокинохрома | Κοκκινόχρωμα | местност на З от Ракита                                   |
| Лички Пре  | Λίτσκι Πρέ    | Фтекеотопос | Φτελεότοπος  | [ 18 ]                                                    |
| Тулу Бунар | Τουλοΰ Μουνάρ | Пигес       | Πηγές        | река на И от Ракита                                       |

| Година    | 1913 | 1920 | 1928 | 1940 | 1951 | 1961 | 1971 | 1981 | 1991 | 2001 | 2011 | 2021 |
| --------- | ---- | ---- | ---- | ---- | ---- | ---- | ---- | ---- | ---- | ---- | ---- | ---- |
| Население | 715  | 502  | 796  | 984  | 1014 | 1054 | 720  | 698  | 889  | 693  | 614  | 537  |

## Личности
Родени в Ракита
- Георги Благоев Гошев (1881 - 1947), български просветен деец, чиновник в МВнР, дарител[20]
- Георги Константинов, български революционер, деец на ВМОРО, жив към 1918 г.[21]
- Джоджо Баничанов (1879 – 1917), български революционер, войвода на ВМОРО
- Динче Пачин, участник в Илинденско-Преображенското въстание[12]
- Иван Благоев, български просветен деец
- Константин Благоев (1869 – 1946), български революционер
- Никола Благоев (1868 – 1944), български историк, член на Македонския научен институт
- Петър В. Гошев (? - 1911), български емигрантски деец в Гранит Сити
- Продрум В. Гошев, български революционер, деец на ВМОРО, жив към 1918 г.[21]
- Стефан Калешов, деец на ВМОРО[22]

Македоно-одрински опълченци от Ракита
- Атанас Димитров (1882 – ?), македоно-одрински опълченец, 30-годишен, градинар, основно образование, Огнестрелен парк на МОО, Продоволствен транспорт на МОО[23]
- Георги Христов, македоно-одрински опълченец, четата на Пандо Шишков[24]
- Диме Петрев Тодоров, македоно-одрински опълченец, четата на Пандо Шишков[25]
- Дине Петров (1884 – ?), македоно-одрински опълченец, Продоволствен транспорт на МОО[26]
- Коста Тасев (1882 – ?), македоно-одрински опълченец, Огнестрелен парк на МОО, Продоволствен транспорт на МОО[27]
- Методи Атанасов (1892 – ?), македоно-одрински опълченец, 3 рота на 11 сярска дружина[28]
- Симо Костов (1889 – 1913), македоно-одрински опълченец, Огнестрелен парк на МОО, загинал на 3 юни 1913 година[29]